# سید عبدالله بلبری

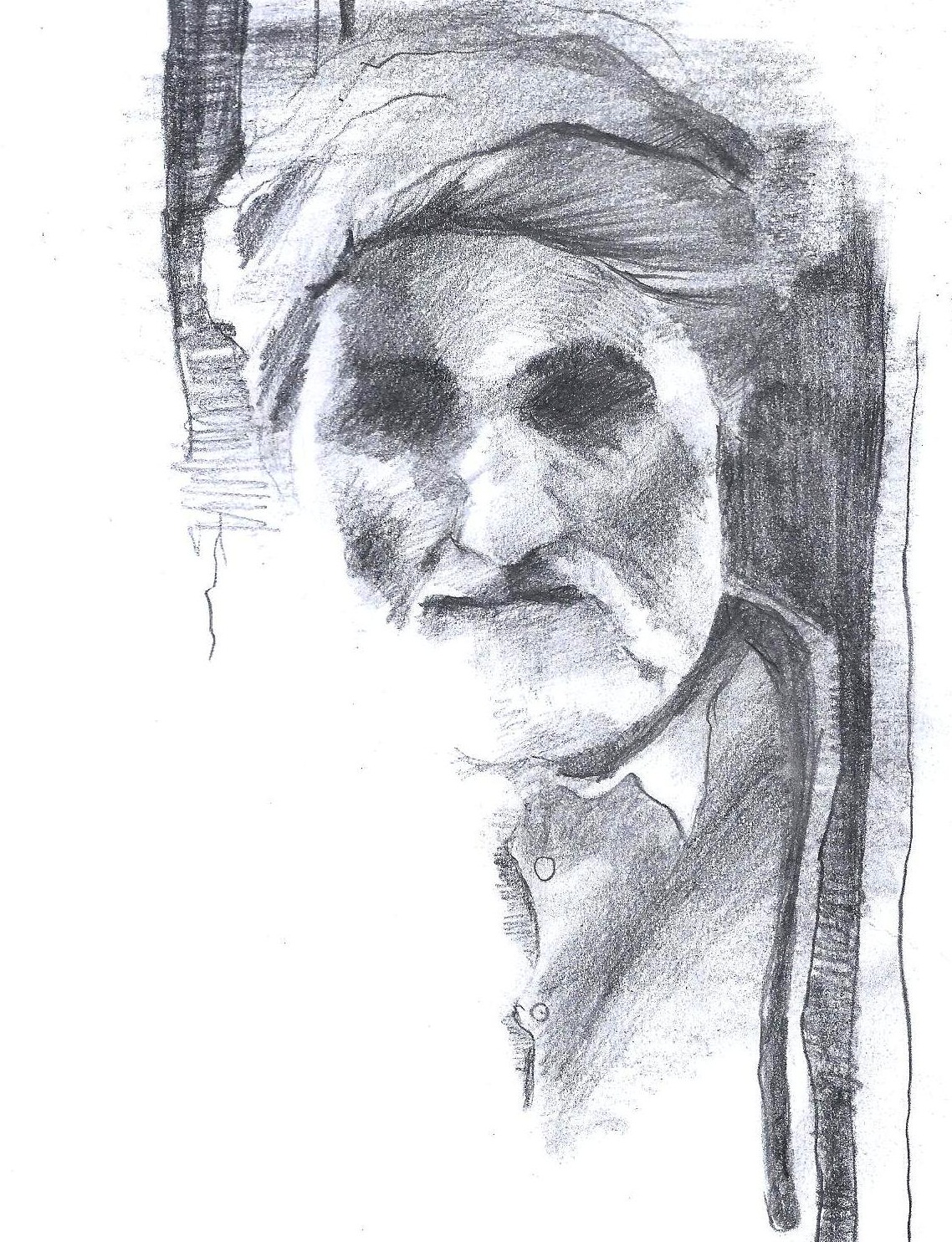
سیدعبدالله بلبری

سیدعبدالله بلبری کردستانی (۱۲۸۵ روستای کلجی هورامان - ۱۳۶۱ ه‍.ق) ماموستا و عارف کرد ایرانی بود که به تبلیغ و استعمارستیزی در جنگ جهانی اول می‌پرداخت.